# Formosa (Goiás)
Formosa – miasto i gmina w Brazylii leżące w stanie Goiás. Gmina zajmuje powierzchnię 5811,79 km². Według danych szacunkowych w 2016 roku miasto liczyło 114 036 mieszkańców. Położone jest około 280 km na północny wschód od stolicy stanu, miasta Goiânia, oraz około 70 km na północny wschód od Brasílii, stolicy kraju. 
Miejscowość początkowo nazywana była Arraial de Couros. Powstała w drugiej połowie XVII wieku. Pierwsze domy zostały zbudowane przez murzynów uciekających przed epidemią żółtej gorączki. Kamieniem milowym miejscowości było założenie urzędu podatkowego w lutym 1736 roku z rozkazu króla Portugalii, który obawiał się zawłaszczania złota i niepłacenia podatków. W 1843 roku wieś została podniesiona do rangi miasta i po raz pierwszy pojawiła się nazwa Formosa. Jego pierwszym burmistrzem był Lázaro de Melo Álvares. 
W 2014 roku wśród mieszkańców gminy PKB per capita wynosił 15 580,38 reais brazylijskich.